# Raimundo de Besmedin
Raimundo de Besmedin o Raimundo de Gibelet (en francés: Reymont Beissemedin, fallecido después de 1253) fue el señor de Besmedin en el Condado de Trípoli y senescal del Reino de Jerusalén.
Fue el hijo mayor de Hugo de Gibelet, señor de Besmedin, y su esposa Inés de Ham. Después de la muerte de su padre, lo sucedió como señor de Besmedin.
Cuando el emperador Federico II Hohenstaufen estaba alojado en Tierra Santa nombró a Raimundo senescal de Jerusalén. Ocupó este cargo hasta 1239 o 1240.
Raimundo se casó dos veces. Su primer matrimonio fue con Margarita de Scandeleon, hermana de Pedro, señor de Scandeleon. Con ella tuvo tres hijos:
- Juan (1243), se casó con Poitevine, hija del mariscal de Trípoli;
- Eschiva, se casó con Reymont Visconte;
- Inés.

Su segunda matrimonio fue con Alix de Soudin, con la que tuvo cinco hijos:
- Hugo (murió joven);
- Enrique (murió en 1310), señor de Besmedin, se casó con Margarita de Morf, hija de Balduino de Morf, Señor de Cueillies;
- Beltrán (murió joven);
- Susana (murió joven);
- María, se casó con Guido de Montolif.